# Részecskecsaládok

Az elemi részecskék standard modellje

A részecskefizika standard modellje szerint az elemi részecskék három családba (angol elnevezés szerint generációba) sorolhatóak. A különböző családokban nagyon hasonló tulajdonságú részecskék találhatóak, de a tömegük jelentősen eltérő.
A körülöttünk álló világot döntő részben az u és a d kvark, valamint az elektron (e-) építi fel.
A proton például két u és egy d-kvarkból áll, a neutron
két d és egy u-kvarkból. Az atommag-átalakulások egy részénél szerepe van még az elektronneutrínónak (νe) is, egy nagyon kismértékben kölcsönható anyagnak is.
Ezek alkotják az elemi részecskék első családját.
A táblázat további oszlopaiban a nekik megfelelő nehezebb második-harmadik családbeli részecskék találhatók. Az alsó két sorban a leptonok, a felső kettőben a kvarkok, amelyek nem fordulnak elő szabadon, csak hadronokba zárva.

## Hol van a többi család?
Habár csak 1963-ban merült fel, hogy a hadronok kvarkokból állnak, és 1970-ben a GIM-mechanizmus kidolgozásakor – ami rámutatott arra, hogy az elektrogyenge elméletet akkor lehet a mértékanomáliától megszabadítani, ha a leptonok és kvarkok száma azonos –, hogy a részecskék családokba sorolhatóak, már jóval korábban ismertek voltak második-harmadik családbeli leptonok illetve olyan részecskék, amelyek második-harmadik családbeli kvarkokat tartalmaznak.

### Leptonok
1937-ben Carl David Anderson felfedezte a müont a kozmikus sugárzásban, a tömege 200-szorosa az elektronénak, más szempontokból viszont (töltése) hasonlított rá. Ez volt az elsőnek felfedezett részecske a második családból, egy lepton. 1962-ben a Lederman által vezetett kétneutrínó-kísérletben derült ki, hogy nem egyféle neutrínó létezik, hanem egy olyan, ami az elektronhoz, és egy olyan, amely a müonhoz társítható. A legnehezebb leptont, a tau-leptont csak 1975-ben fedezte fel Perl.

### Hadronok
A második és harmadik részecskecsaládhoz tartozó kvarkok létrejöttéhez nagyobb energiára van szükség, mint az elsőhöz tartozók esetében, ezért sokáig nem találtak ilyeneket tartalmazó részecskéket. A legkisebb tömegű kvark a két családban az s-kvark (strange quark, strange = ritka), az első ilyen kvarkot tartalmazó részecskét, a kaonokat 1947-ben fedezték fel. A táblázat csak 1995-ben lett teljes a legnehezebb kvark a t-kvark (top quark) felfedezésével.

### Szabad kvarkok az ősidőben és most
A világegyetem ősrobbanás utáni korai forró időszakában viszont sok második és harmadik generációs kvark volt, de a világegyetem tágulásával és hűlésével egyre kisebb energia jutott egy részecskére, így azok elbomlottak kisebb tömegű részecskékre. Ezen korai fázisban a kvarkok és gluonok forró plazmát alkottak, a kvark-gluon plazmát, majd a tágulás és lehűlés közben fázisátalakulás révén kialakultak a hadronok, azaz a kvarkokat az erős kölcsönhatás „börtönbe zárta”. Jelenleg nagy gyorsítókkal vizsgálják az elmélet helyességét, a kvark-gluon plazma nagyenergiájú részecskegyorsítókban való kialakulásának körülményeit és tulajdonságait.

## Hány részecskecsalád van?
Az egymást követő családokat egyre később találták meg, mivel azok egyre nagyobb tömegű részecskéket tartalmaznak, amelyek előállításához egyre nagyobb energiára kell a részecskéket gyorsítani. Felmerül a kérdés, hogy nincs-e még nehezebb elemekből álló negyedik generáció. Két független mérés azt mutatja viszont, hogy pontosan három részecskecsalád létezik.
A modern elméleti részecskefizika egyik nagy nyitott kérdése, hogy miért pont három család van, és miért vannak egyáltalán családok.

### Z-szélességből
A CERN nagy elektron-pozitron gyorsítógyűrűjének, a LEP-nek méréseinek első időszakában a Z-bozon bomlását vizsgálták. Az annál gyorsabban bomlik el, mennél többféle lehetősége van. Mennél többféle neutrínó létezik, annál többféle módon bomolhat, annál gyorsabban bomlik. A LEP méréseiben az összeütköző elektronok és pozitronok energiája eleinte a Z-bozon nyugalmi tömegének megfelelő energia környékén voltak: a határozatlansági reláció miatt már akkor is létrejöhet a Z-bozon, amikor az összenergia még kisebb, mint a Z-bozon tömegnek megfelelő. Az energia növelésével a Z-bozon létrejötte, és ezzel együtt a kölcsönhatás valószínűsége (hatáskeresztmetszete) is megnövekszik, majd a Z-bozon tömegét elhagyva ismét csökken. Ennek a görbének a félértékszélessége függ a Z-bozon élettartamától. A félértékszélességből kiszámítható a létező (könnyű)neutrínók száma. Ha a negyedik generáció neutrínója jelentősen nehezebb lenne a Z-bozonnál, akkor a mérés hamis eredménnyel szolgálna, erre azonban a három család neutrínóinak rendkívül kicsi tömege alapján kicsi az esély. A LEP a működése során rengeteg Z-bomlást vizsgált, amelyből a standard modell alapján végzett számításokból a könnyű neutrínók számára N=2,994±0,012 értéket kaptak.

### Hidrogén–hélium-arányból
A CERN-es méréstől függetlenül a világegyetem anyagösszetételéből is kiszámítható a részecskecsaládok száma. Kezdetben ugyanis a protonok és neutronok száma megegyező. Meddig van ez így? A tömegkülönbségüknek megfelelő energia 1,293 MeV. Ha ennél jóval nagyobb a részecskék egy szabadsági fokra jutó energiája, akkor a leptonokkal ütközve mindkét irányú átalakulás előfordul. A Maxwell-Boltzmann-eloszlásból kiszámítható, hogy 100 MeV → 1012 K esetén még lényegében 1 az arány, a hőmérséklet csökkenésével viszont egyre nagyobb lesz a proton/neutron arány, viszont elkezdődik a könnyű atommagok képződése, melyben a neutronok már nem bomlanak. Az, hogy ez a lehűlés milyen gyorsan megy végbe, és ezáltal a neutronok mekkora része tud elbomlani, függ attól, hányféle lepton van. A világegyetem anyagösszetétele megfigyelhető: a proton/neutron arány 87/13, amelyből levezethető, hogy háromféle leptoncsalád, és ezáltal háromféle részecskecsalád van. Bővebben: